# Phalombe
Phalombe es una población en la Región del Sur de Malaui; es la capital del distrito de Phalombe a unos 40 km al noreste de Mulanje. 
Al noreste de la Región del Sur, depende administrativamente de Blantyre.
Se sitúa por debajo de la brecha Fort Lister entre las dos partes más grandes del Macizo Mulanje. Debido a esta ubicación es vulnerable a inundaciones, lo que puede ocurrir fácilmente durante la estación lluviosa. La más devastadora de la historia reciente ocurrió en 1991, que dejó Phalombe con una capa de barro de 2-3 m de altura y mató a cientos de personas. En este lugar se erigió un monumento para recordar a las víctimas. A cinco kilómetros de la localidad hay una misión católica que consiste en una iglesia católica y el Hospital de la Sagrada Familia. El hospital es gestionado por la población local en asociación con la ONG neerlandesa Memisa y se nutre de oficiales clínicos locales, así como médicos especialistas en enfermedades tropicales de los Países Bajos. Una escuela de enfermería se une al hospital. El SIDA es la principal enfermedad de Malaui, con una incidencia del 18% de la población. Un plan estatal tiene su base en esta población.
Desde Blantyre al oeste, llega la carretera 145 que se une a la 147 en el centro Phalombe. La carretera 147 de Phalombe a Mulanje, al sur, está siento asfaltada, y recorre la vertiente occidental del macizo de Mulanje.
Al sur de esta localidad se extiende la Reserva Forestal del Monte Mulanje
Existen en Phalombe centros de educación infantil (primaria) y juvenil (secundaria y estudios técnicos).
La principal actividad productiva es la agricultura (maíz). En 2009 la producción de alimentos fue insuficiente para mantener a la población, por lo que muchas personas emigraron a Mozambique. Otra actividad que se lleva a cabo es la obtención de carbón vegetal.

## Demografía
| Año  | Población |
| ---- | --------- |
| 1998 | 2 592     |
| 2008 | 3 058     |